# DDR-Oberliga 1953/54
In 1953/54 werd het vijfde seizoen van de DDR-Oberliga gespeeld, de hoogste klasse van de DDR. Turbine Erfurt werd kampioen.
Het aantal clubs in de Oberliga werd teruggebracht van 17 naar 15 en zo waren ze bijna bij de oorspronkelijk geplande capaciteit van 14 teams. Door de degradatie van de Berlijnse clubs Motor Oberschöneweide en Vorwärts Berlin in het voorgaande seizoen werd het Noord-Zuid verschil in de Oberliga nog sterker. 

## Seizoensverloop

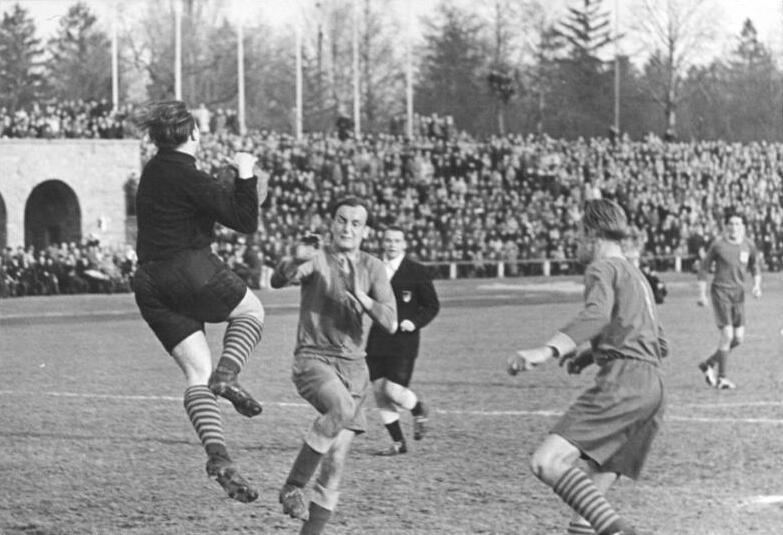
28ste speeldag: Turbine Erfurt tegen Fortschritt Meerane.

Voor het eerst konden alle promovendi het behoud in de Oberliga verzekeren. Hierdoor degradeerden met Dessau en Stendal twee clubs die er vanaf het begin bij waren. Dessau zou er niet meer in slagen om nog terug te keren. Stendal werd slachtoffer van een nieuwe regeling. In de voorgaande jaren moesten clubs met hetzelfde aantal punten een testwedstrijd spelen om degradatie. Nu werd het quotiënt berekend van de doelpunten voor en tegen. Hoewel het doelsaldo van Stendal (-13) beter was dan dat van Leipzig (-14) was het quotiënt van Stendal (0,745) iets slechter dan dat van Leipzig (0,754). 
Turbine Erfurt nam op de vijftiende speeldag de leiding en gaf deze niet meer af en werd autoritair kampioen. Titelverdediger Dynamo Dresden kwam pas laat in vorm en werd nog derde. Wismut Aue stond lange tijd aan de leiding maar eindigde door een zwakkere terugronde op de vierde plaats. 
Er kwamen 2.941.000 toeschouwers naar de 210 Oberligawedstrijden, wat neerkomt op een gemiddelde van 14.005 per wedstrijd. Dit verbrak het record van vorig jaar en zou hierna niet meer verbroken worden. 

### Eindstand
|     | Club                        | Wed | W  | G  | V  | Saldo | Ptn |
| --- | --------------------------- | --- | -- | -- | -- | ----- | --- |
| 1.  | BSG Turbine Erfurt          | 28  | 17 | 5  | 6  | 58:36 | 39  |
| 2.  | BSG Chemie Leipzig*         | 28  | 15 | 5  | 8  | 51:37 | 35  |
| 3.  | SG Dynamo Dresden (K)       | 28  | 15 | 4  | 9  | 54:44 | 34  |
| 4.  | BSG Wismut Aue              | 28  | 15 | 3  | 10 | 59:42 | 33  |
| 5.  | BSG Rotation Babelsberg     | 28  | 12 | 8  | 8  | 58:43 | 32  |
| 6.  | BSG Aktivist Brieske-Ost    | 28  | 11 | 8  | 9  | 48:43 | 30  |
| 7.  | BSG Rotation Dresden        | 28  | 9  | 10 | 9  | 46:39 | 28  |
| 8.  | BSG Turbine Halle           | 28  | 11 | 6  | 11 | 30:30 | 28  |
| 9.  | BSG Empor Lauter            | 28  | 8  | 11 | 9  | 40:38 | 27  |
| 10. | BSG Fortschritt Meerane (N) | 28  | 8  | 9  | 11 | 46:46 | 25  |
| 11. | BSG Motor Zwickau           | 28  | 10 | 5  | 13 | 39:56 | 25  |
| 12. | BSG Einheit Ost Leipzig (N) | 28  | 9  | 5  | 14 | 43:57 | 23  |
| 13. | BSG Lokomotive Stendal      | 28  | 6  | 11 | 11 | 38:51 | 23  |
| 14. | BSG Motor Dessau            | 28  | 7  | 9  | 12 | 38:55 | 23  |
| 15. | BSG Stahl Thale*            | 28  | 4  | 7  | 17 | 28:59 | 15  |

| (K) | Titelverdediger |
| (B) | Bekerwinnaar vorig seizoen |
| (N) | Gepromoveerd |
| *   | De wedstrijd Thale – Chemie Leipzig (oorspronkelijk 0:3) werd gewijzigd naar 0:0 en een winst voor Thale omdat Leipzig te laat aankwam. |

## Naamswijzigingen
| Naam voor het seizoen | Wijziging in           | Wijziging in   | Wijziging in |
| Naam voor het seizoen | Tijdens het seizoen    | Na het seizoen |              |
| --------------------- | ---------------------- | -------------- | ------------ |
| Vorwärts Leipzig      | SV Vorwärts KVP Berlin |                |              |

## Topschutters
Er vielen 676 goals wat neerkomt op 3,21 per wedstrijd. De hoogste zege was die van Wismut Aue tegen Einheit Ost Leipzig met 6:2. De wedstrijd met de meeste doelpunten werd Chemie Leipzig-Stahl Thale (6:3)
|    | Speler             | Club                    | Goals |
| -- | ------------------ | ----------------------- | ----- |
| 1. | Heinz Satrapa      | BSG Wismut Aue          | 21    |
| 1. | Siegfried Vollrath | BSG Turbine Erfurt      | 21    |
| 3. | Peter Fischer      | BSG Fortschritt Meerane | 15    |
| 4. | Klaus Selignow     | BSG Rotation Babelsberg | 14    |
| 4. | Heinz Schoppe      | BSG Chemie Leipzig      | 14    |